# Ipiranga Airport
Ipiranga Airport är en flygplats i Brasilien.   Den ligger i kommunen Santo Antônio do Içá och delstaten Amazonas, i den västra delen av landet, 2 800 km nordväst om huvudstaden Brasília. Ipiranga Airport ligger 71 meter över havet.
Terrängen runt Ipiranga Airport är platt. Runt Ipiranga Airport är det mycket glesbefolkat, med 2 invånare per kvadratkilometer..
I omgivningarna runt Ipiranga Airport växer i huvudsak städsegrön lövskog.